# Docalidia paradiscissa
Docalidia paradiscissa är en insektsart som beskrevs av Nielson 1990. Docalidia paradiscissa ingår i släktet Docalidia och familjen dvärgstritar. Inga underarter finns listade i Catalogue of Life.